# Décès en 1009
Décès
- 1005
- 1006
- 1007
- 1008
- 1009
- 1010
- 1011
- 1012
- 1013

Cette page dresse une liste de personnalités mortes au cours de l'année 1009 :
- 14 février/9 mars : Bruno de Querfurt, missionnaire.
- mars : Khalaf ibn Ahmad, Saffaride du Sistân.
- 2 mars : Mokjong, septième roi de la Corée de la dynastie Goryeo.
- 15 juillet : Maynard II, bénédictin normand, deuxième abbé du Mont Saint-Michel et abbé de l'Abbaye Saint-Sauveur de Redon.
- 18 juillet : Jean XVIII, pape.
- 13 novembre : Dedo Ier, comte de Merseburg.

- Abd al-Rahman Sanchuelo, fils d'Almanzor et premier ministre du calife Hicham II.
- Abu al-Hasan Ali, deuxième roi des Ma'munids (en).
- Fujiwara no Nagatō, poète et courtisan japonais du milieu de l'époque de Heian.
- Bernard Guillaume de Gascogne, duc de Gascogne et comte de Bordeaux.
- Ibn Yunus, mathématicien et astronome arabe, spécialiste des calculs astronomiques grâce à la trigonométrie, science qu'il a contribué à développer.
- Lê Ngọa Triều, empereur du Đại Cồ Việt (ancêtre du Viêt Nam).
- Ōe no Yoshitoki, poète japonais du milieu de l'époque de Heian.
- Ordbriht (en), évêque de Chichester.
- Pietro II Orseolo, 26e doge de Venise.
- Seldjouk, éponyme et fondateur des dynasties seldjoukides.
- Teudéric, évêque d'Apt.
- Xiao Yanyan, impératrice khitan de la dynastie Liao de la Chine impériale.

## Crédit d'auteurs
- Cet article est partiellement ou en totalité issu de l'article intitulé « 1009 » (voir la liste des auteurs).